# Sphodromantis pardii
Sphodromantis pardii är en bönsyrseart som beskrevs av Scott LaGreca och Atilio Lombardo 1987. Sphodromantis pardii ingår i släktet Sphodromantis och familjen Mantidae. Inga underarter finns listade i Catalogue of Life.